# Sentimento (Piccola Orchestra Avion Travel)
Sentimento è un singolo del gruppo musicale italiano Piccola Orchestra Avion Travel, il quale ha vinto il Festival di Sanremo 2000.
Il brano, diretto dal maestro Peppe Vessicchio, ha vinto inoltre il Premio della Critica e quelli assegnati dalla Giuria di Qualità del Festival per la migliore musica ed il migliore arrangiamento.
Il singolo ottiene un discreto successo commerciale, raggiungendo al massimo la nona posizione dei singoli più venduti in Italia.

## Tracce
1. Sentimento
2. Sentimento (strumentale)
3. Costruzioni
4. Tipota (strumentale)